# Лисичанський нафтопереробний завод

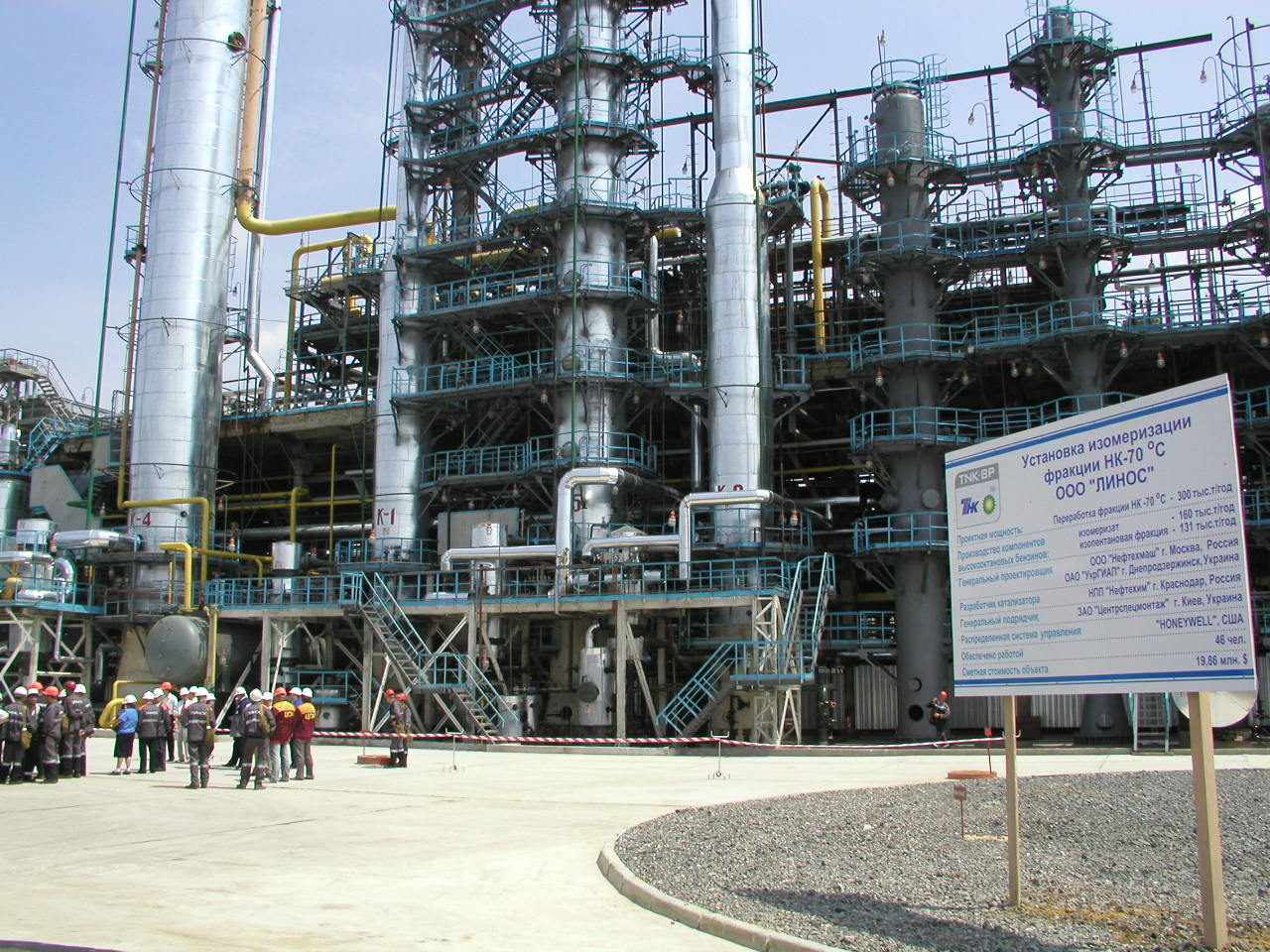
Нова установка на Лисичанському НПЗ

ПрАТ «Лисичанська нафтова інвестиційна компанія» (скорочено — ПрАТ «ЛИНІК») — другий за потужністю нафтопереробний завод України, який здатний переробляти 16 млн тонн нафти на рік. Розташований в Лисичанську, Луганська область.

## Історія
Підприємство є наймолодшим з нафтопереробних заводів України, його перша черга збудована у жовтні 1976 року. Завод було орієнтовано на забезпечення темними нафтопродуктами ТЕЦ Донбасу, а також на задоволення потреб у світлих нафтопродуктах (бензині та дизельному паливі) Краснодарського і Ставропольського краю. 
До початку 1990-х Лисичанський НПЗ відігравав провідну роль у вітчизняній нафтопереробці — у 1991 перероблено 23,7 млн т нафти, що досі є рекордним для заводу показником. Проте надалі обсяги переробки почали знижуватися, а заборгованість підприємства зростала. Так, у 1999 завод переробив усього 531 тис. т сировини. 
У липні 2000 було укладено угоду про продаж контрольного пакету акцій (67,41%) ВАТ «Лисичанськнафтооргсинтез» російській компанії ТНК. Зміна власника покращила ситуацію, і 2004 року завод переробив вже 6,6 млн т нафти. Сьогодні підприємство може переробити близько 8 млн т сировини на рік.
Наразі власником виробничих потужностей Лисичанського НПЗ є ПАТ «ЛИНИК», яке входить у групу компаній ТНК-BP в Україні. Постачання нафти здійснювалося нафтопроводом Самара — Лисичанськ, а також залізничним транспортом. Станом на червень 2011 до 80% бензину та до 60% зрідженого газу, що вироблялася на заводі, прямувала на експорт, головним чином у Росію.
Компанія ТНК-BP, якій належить Лисичанський НПЗ, призупинила його постачання сировиною, і 15 березня 2012 року підприємство зупинилося на ремонт, після чого було виставлено на продаж. Серед його потенційних покупців називали Group DF Дмитра Фірташа і «ВЕТЕК» Сергія Курченка. Однак купівля ТНК-BP «Роснафтою» заблокувала продаж Лисичанського НПЗ. Раніше стало відомо про плани «Роснафти» відновити переробку на ЛиНІКу на початку 2014 року.
В наслідок бойових дій навколо підприємства у 2022 році виробничий майданчик значно пошкоджено, завод частково зруйновано.